# ريتشارد جاكسون (موسيقي)
ريتشارد جاكسون (بالإنجليزية: Richard Jackson)‏ هو موسيقي أمريكي، ولد في 15 مارس 1979 في منطقة خليج سان فرانسيسكو في الولايات المتحدة.

## وصلات خارجية
- ريتشارد جاكسون على موقع IMDb (الإنجليزية)